# チロリアン航空
チロリアン航空（Tyrolean Airways）は、かつて存在したオーストリアの航空会社。オーストリア航空グループ。インスブルックに本拠地を置いており、ウィーン国際空港をハブとしていた。オーストリア航空グループ及びスターアライアンスのメンバー。

## 歴史
オーストリアン・アローズは1978年にGernot Langes-SwarovskiとChristian Schwemberger-Swarovskiによって「エアクラフト・インスブルック」として設立され、1980年に定期便の運航を開始するとチロリアン航空の名前を採用している。1998年にオーストリア航空の傘下に加わり、2003年にオーストリア航空によるブランド力強化の一環として、オーストリア航空の機体と同ブランドのオーストリアン・アローズ(英語でオーストリアの矢)という商標・塗装を使用することとなり、運航に関してはチロリアン航空が継続して行っている。
オーストリア航空の経営立て直しの一環として、同社便運航の全面的な移管を受けた時期があったが、2015年4月1日にオーストリア航空へ統合された。

## 事故
インスブルックからイギリスのリーズにむかうFokker 100型機のエンジンの出力が低下したため緊急着陸したことがあったが、無事に着陸に成功しけが人も出すことはなかった。

## 保有機材

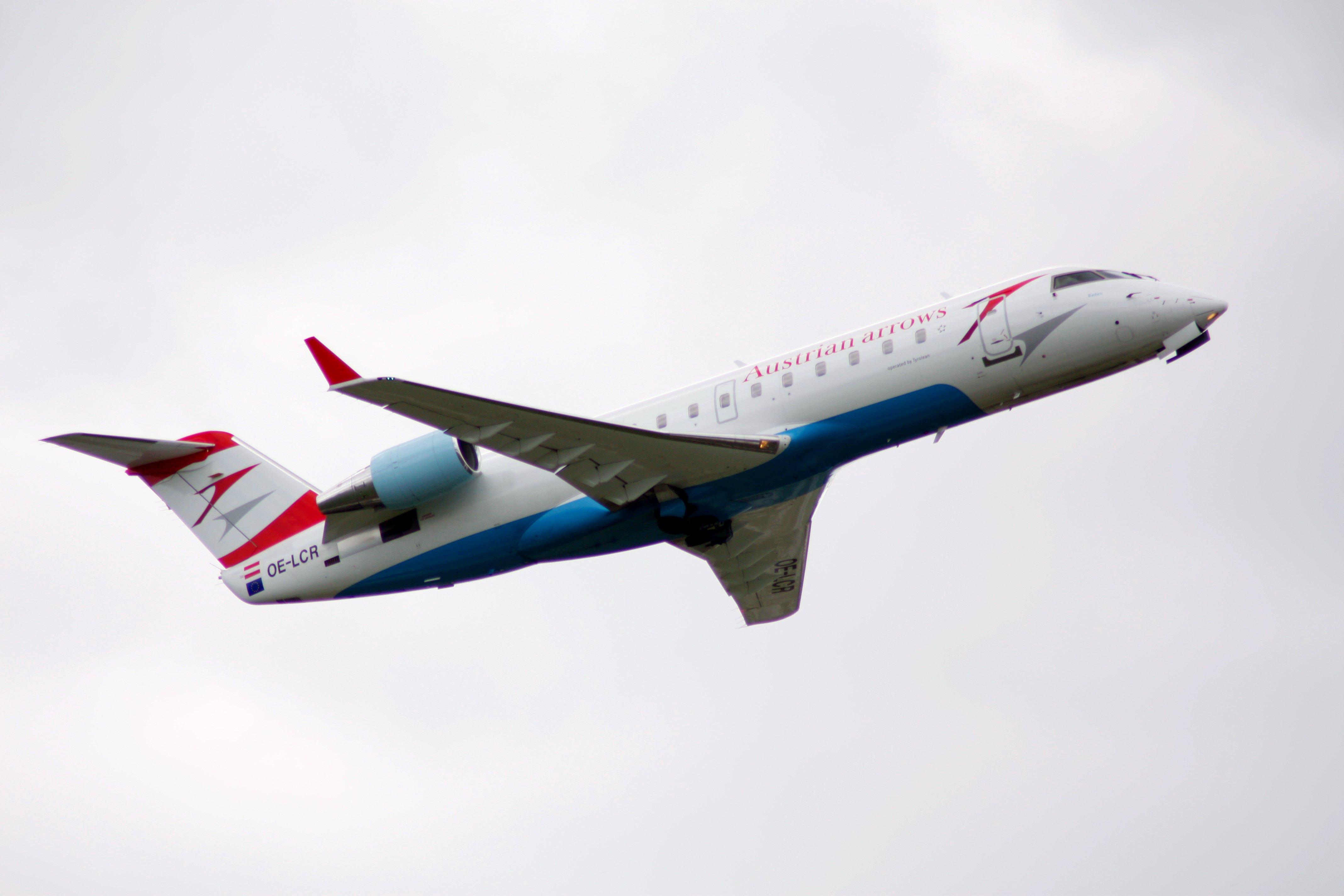
ボンバルディア CRJ-200（オーストリアン・アローズ塗装）

Bombardier CRJ 200LR(短距離)　13機
Bombardier Dash 8 Q300(短中距離)　12機
Bombardier Dash 8 Q400(短中距離)　10機
Fokker 100(短中距離)　14機
Fokker 70(短距離)　9機